# Legio II Augusta

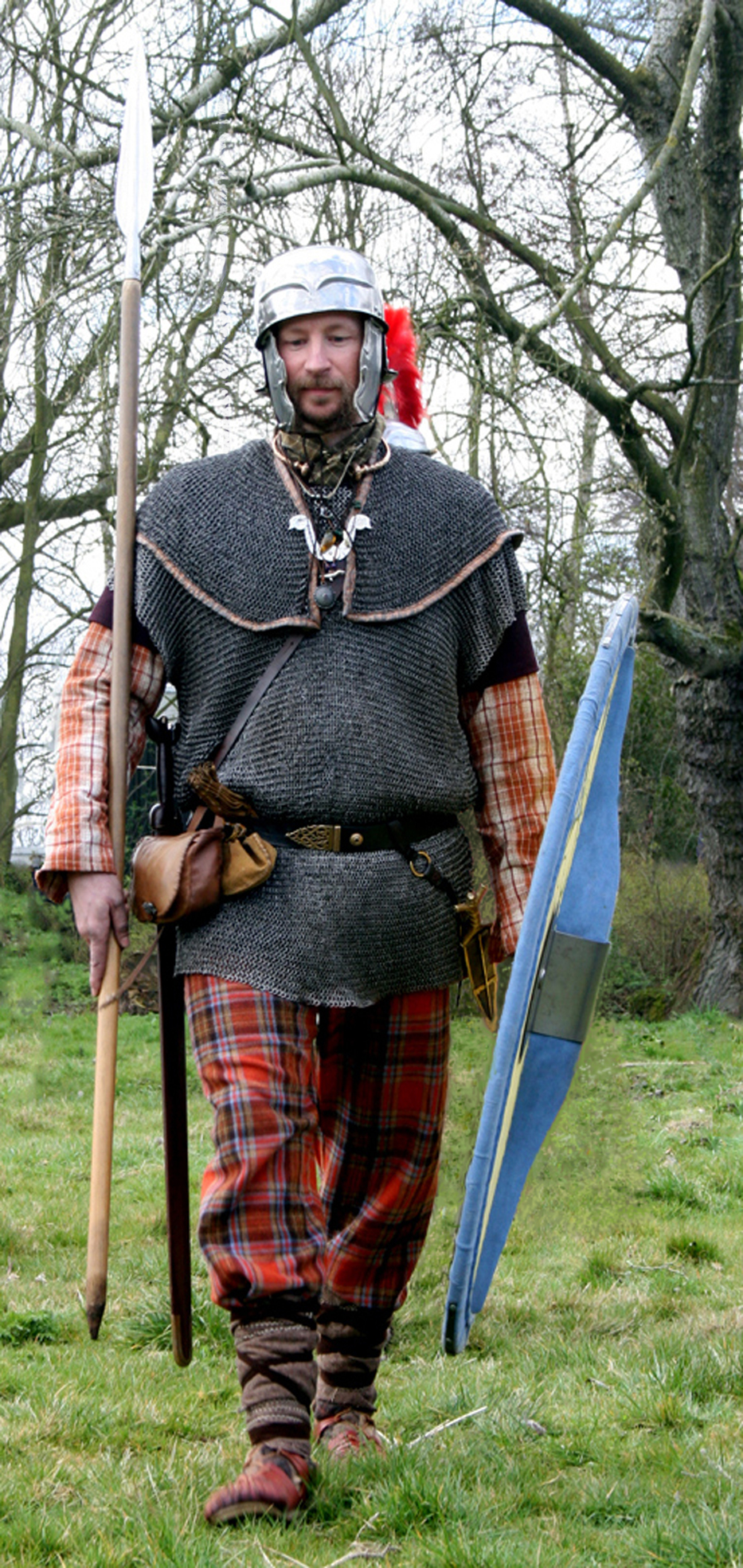
Romano-britischer Soldat in der Ausrüstung des 1. und 2. Jahrhunderts n. Chr.

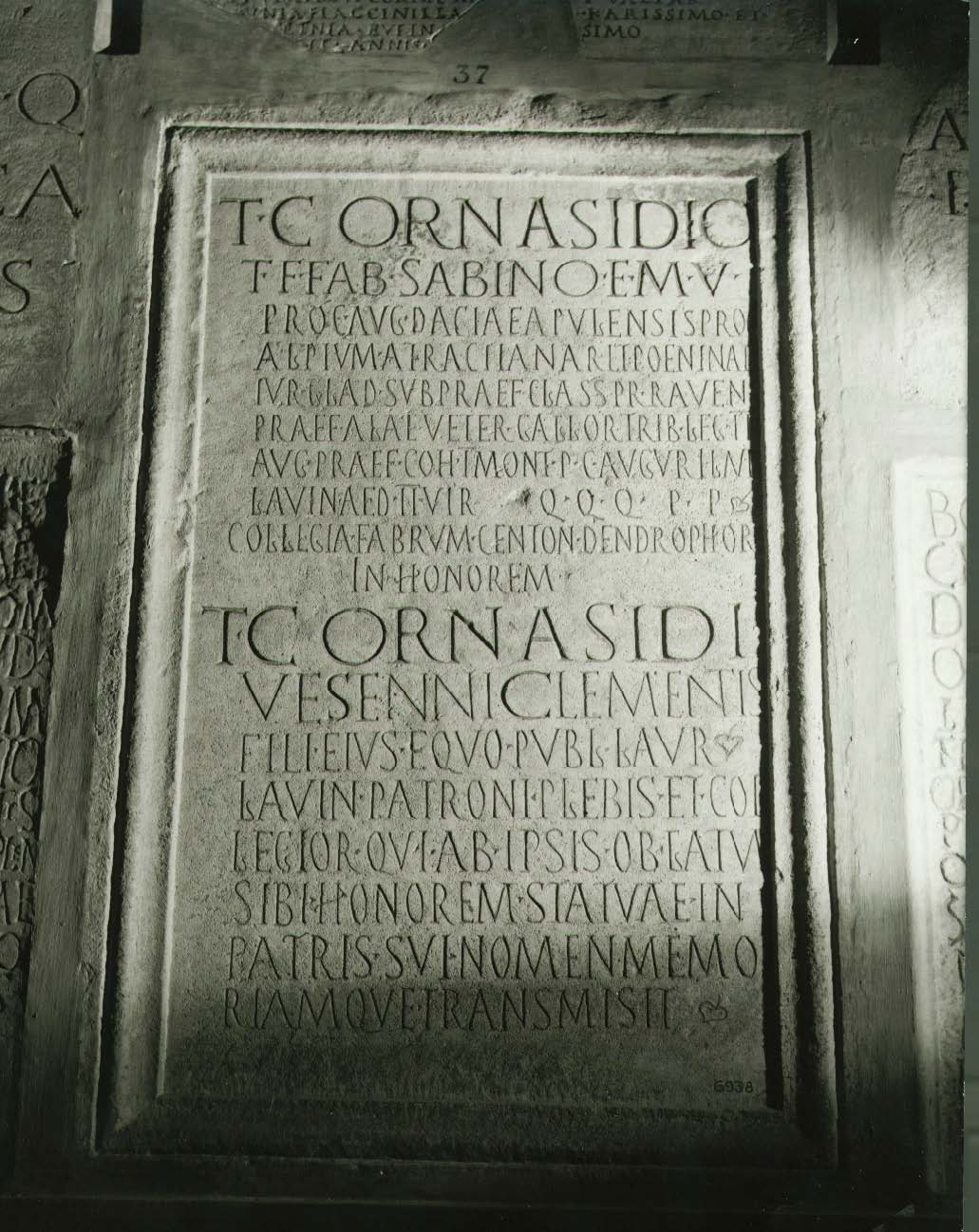
Gedenkstein des Titus Cornasidius, Militärtribun der LEG II AVG um 200 n. Chr.
Fundort: Falerio, Picenum / Regio V

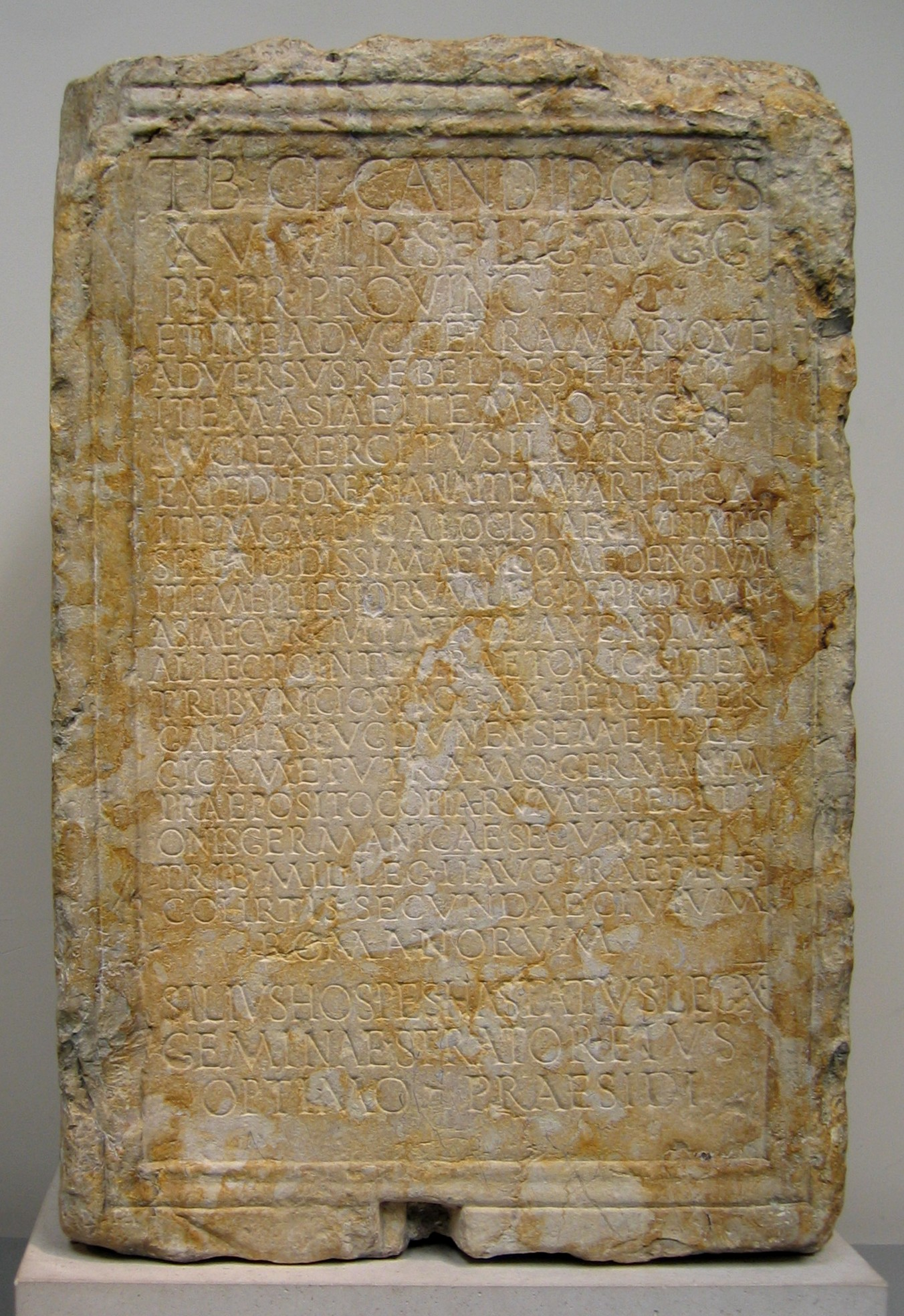
Gedenkstein des Tiberius Claudius Candidus, Militärtribun der LEG II AVG um 175 n. Chr.
Fundort: Tarragona, Hispania citerior

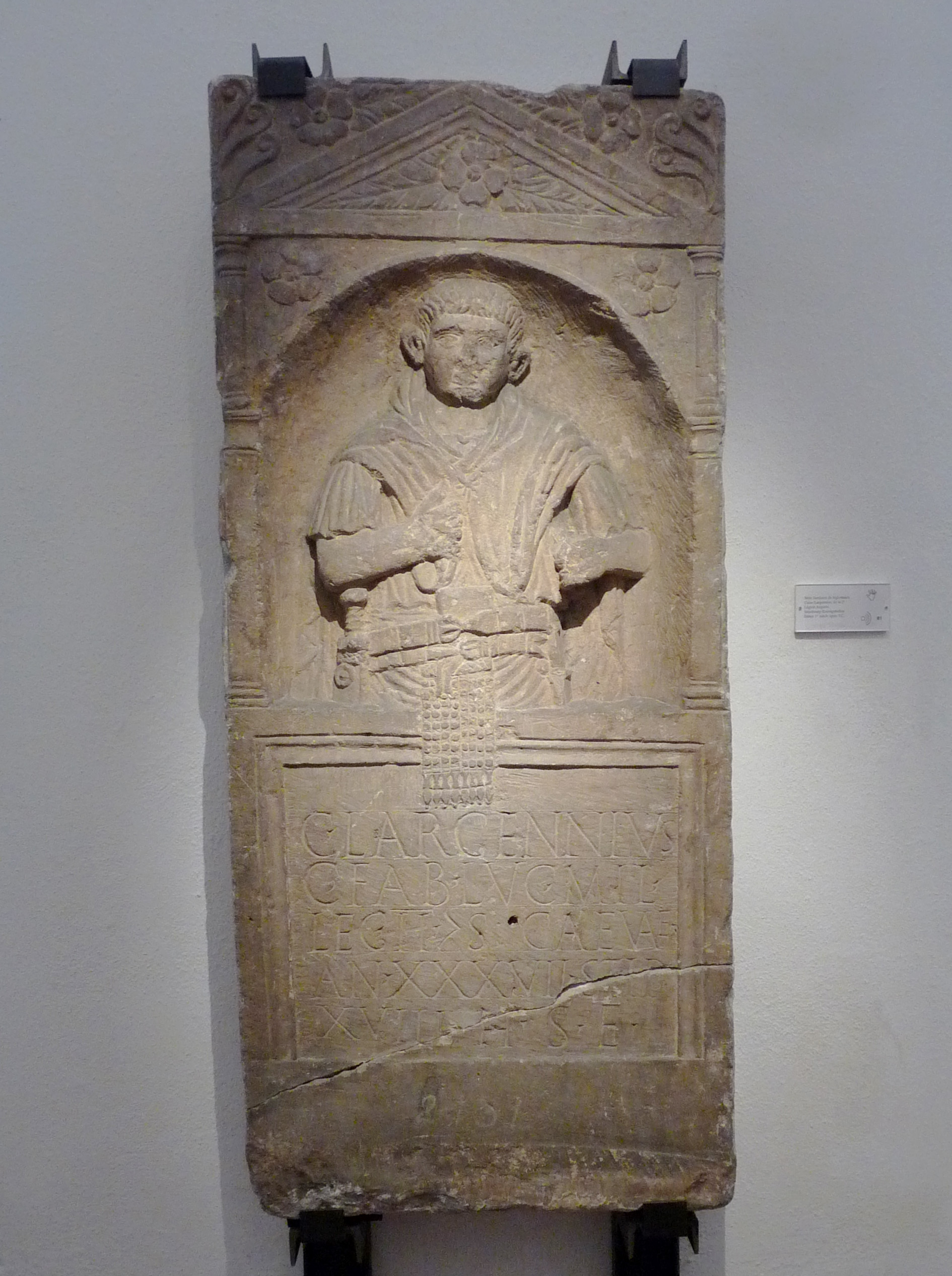
Grabstele des Legionärs Caius Largennius der Legio II Augusta
Fundort: Strasbourg-Königshofen, heute im Musée archéologique de Strasbourg

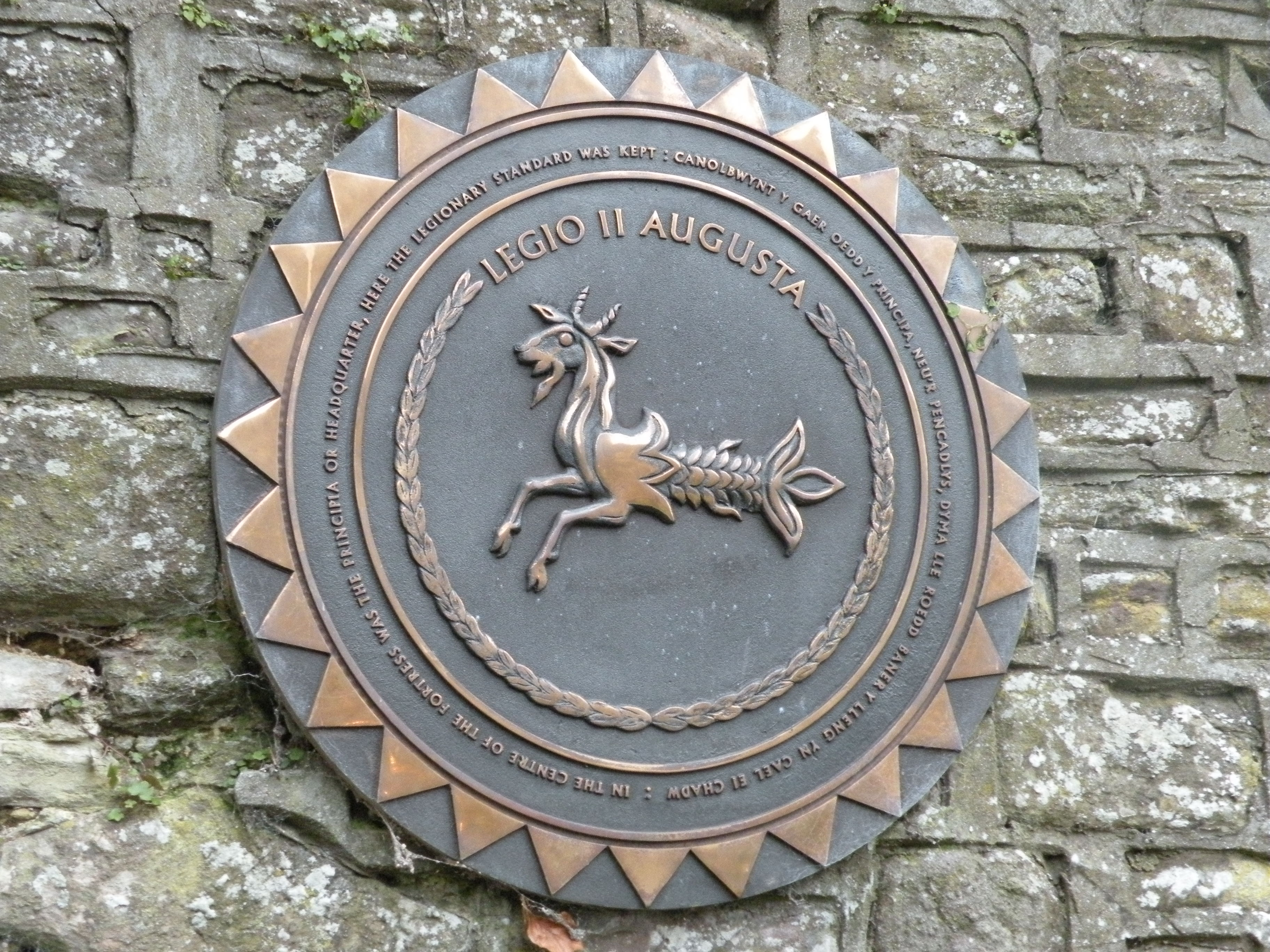
Tafel mit dem Symbol der LEG II Augusta in Caerleon

Die Legio II Augusta (2. Erhabene Legion oder 2. Augusteische Legion) war eine Legion der römischen Armee. Ihre Symbole waren Steinbock, Pegasus (seit dem Einsatz in Britannien) und Mars. Seit dem späten 3. Jahrhundert n. Chr. führte die Legion nur noch den Steinbock als Wappentier.

## Geschichte der Legion

### Bürgerkrieg
Die Legio II wurde im Jahre 43 v. Chr. wahrscheinlich durch den Konsul Gaius Vibius Pansa Caetronianus im Auftrag Octavians, des späteren Kaisers Augustus, ausgehoben. Wegen des Hauptrekrutierungsgebietes im Sabinerland erhielt sie zunächst den Namen Legio II Sabina.
Am Bürgerkrieg nahm die Legion auf der Seite Octavians teil und erlitt am 14. oder 15. April 43 v. Chr. in der Schlacht von Forum Gallorum hohe Verluste. In der Schlacht bei Philippi im Jahr 42 v. Chr. siegten die Caesarianer (Marcus Antonius und Octavian) über die Republikaner. Mit Caesar Leg II gestempelte Schleuderbleie legen eine Beteiligung der Legion an der Belagerung von Perusia 41 v. Chr. nahe. Zwischen 35 und 30 v. Chr. wurden Veteranen der Legion von Octavian in der Provinz Narbonensis in Arausio (Orange) angesiedelt.

### Kantabrischer Krieg
Nach diesem Einsatz vermutlich aufgelöst, wurde die Legion nach Ende des Bürgerkrieges unter Augustus wieder in Dienst gestellt. Ab 30 v. Chr. war die Legion in der Provinz Hispania Tarraconensis stationiert und wurde im Kantabrischen Krieg eingesetzt. In dieser Zeit bauten die Legio II Augusta und Legio I Germanica die Colonia Iulia Gemellensis Acci aus. Veteranen wurden in Barcelona und Cartennae (Mauretania) angesiedelt.
Ihr endgültiger Name Legio II Augusta ist erstmals unter der Regierung des Kaisers Claudius (41–54 n. Chr.) bezeugt, dürfte aber auf die Zeit in Spanien direkt nach der Wiederbegründung der Legion zurückgehen. Der römische Geschichtsschreiber Cassius Dio berichtet von einer Legion, die ihren Beinamen „Augusta“ in Spanien verloren habe; es ist aber unklar, ob damit die Legio II Augusta gemeint ist, die diesen Titel dann zu einem späteren Zeitpunkt wiedererlangt haben müsste.

### Germanien
Nach der Varusschlacht wurde die Legio II Augusta im Jahre 9 n. Chr. anlässlich der Reorganisation des Rheinheeres aus der Provinz Hispania ulterior nach Mogontiacum (Mainz) verlegt. Dort ist sie im Jahre 14 nachweisbar. Die Teilnahme an den Germanicus-Feldzügen (14–16 n. Chr.) ist ebenfalls bezeugt. Ab 17 n. Chr. lag die Legion in Argentoratum (Straßburg). Als sich im Jahr 21 n. Chr. in Gallien die Stämme der Treverer und Haeduer unter den Adligen Iulius Florus und Iulius Sacrovir gegen die Römer auflehnen, wurde die Legion zur Niederschlagung des Aufstandes eingesetzt.

### Britannien
Im Jahr 42 n. Chr. wurde Aulus Plautius, Statthalter der Provinz Pannonia, von Kaiser Claudius mit der Invasion Britanniens betraut. 43 n. Chr. landete er mit einer Streitmacht von mehreren Legionen (Legio II Augusta, Legio VIIII Hispana, Legio XX Valeria Victrix und vermutlich Legio XIIII Gemina) und eroberte Britannia für das römische Reich. Er wurde erster Statthalter der neu gegründeten Provinz. Während der Invasion stand die Einheit unter dem Befehl des Legaten und späteren Kaisers Vespasian, der die Feldzüge gegen die Durotriger und Dumnonier im südwestlichen Britannien leitete.
Auf britannischen Boden war die Legio II Augusta zunächst in Calleva Atrebatum (Silchester) und ab 49 n. Chr. in Durnovaria (Dorchester) und Lake Farm bei Wimborne stationiert, bevor sie im Jahre 55 n. Chr. ihr erstes festes Legionslager in Isca Dumnoniorum (Exeter) baute.
Als der Statthalter Gaius Suetonius Paulinus während des Boudicca-Aufstandes (60 bis 61 n. Chr.) die Legion zum Eingreifen aufforderte, weigerte sich der praefectus castrorum Poenius Postumus diesem Hilferuf Folge zu leisten. Als Poenius nach der Schlacht an der Watling Street sah, dass er die Legion um den „Siegesruhm“ gebracht hatte, beging er Selbstmord.
Im Vierkaiserjahr 69 n. Chr. schlossen sich Teile der Legion Vitellius an und besiegten in der Ersten Schlacht von Bedriacum die Truppen des Kaisers Otho, obwohl große Teile der Legion Vespasian favorisierten. Als sich schließlich Vespasian in der Zweiten Schlacht von Bedriacum durchsetzte, kehrte die Vexillation nach Britannien zurück.
Um 74 wurde am Ufer des River Usk zuerst das provisorische Legionslager Burrium (am südlichen Stadtrand von Usk) errichtet. Dieser Standort lag ca. 13 Kilometer flussaufwärts vom heutigen Caerleon entfernt. Für die Versorgung des Lagers war dieses Areal jedoch ungeeignet. Wenige Monate später (74/75) wurde deshalb ein neues Lager, das strategisch günstiger an der Mündung des Usk lag, errichtet. Dieses Lager, Isca Silurum, blieb bis in das frühe 3. Jahrhundert n. Chr. das Hauptquartier der II Augusta.
Während der Statthalterschaft des Gnaeus Iulius Agricola (77–83) hatte sie entscheidenden Anteil an der Eroberung und Befriedung des heutigen Wales. Im Jahr 83 n. Chr. nahm eine Vexillation unter dem Befehl von Gaius Velius Rufus an Domitians Feldzug gegen die Chatten teil.
Um 120 n. Chr. verlegte man einige ihrer Vexillationen nach Norden, wo sie sich am Bau des Hadrianswalles beteiligten. Um 142 n. Chr. wurden die II Augusta auch für den Bau des Antoninuswalles eingesetzt. Zwischen 155 und 158 n. Chr. brachen im Norden Britanniens so schwere Unruhen aus, dass die Mannschaften der dortigen Legionen mit Soldaten aus Germania inferior und Germania superior aufgestockt werden mussten.
185 n. Chr. führte der dux Lucius Artorius Castus drei britannische Legionen, zu denen auch Teile der Legio II gehörten, nach Aremorica, um dort einen Aufstand niederzuschlagen.
196 n. Chr. setzte der Statthalter Clodius Albinus nach Gallien über und ließ sich von seinen Legionen zum Kaiser ausrufen. Er wurde jedoch von Kaiser Septimius Severus am 19. Februar 197 bei Lugdunum (Lyon) geschlagen. Die Abwesenheit der römischen Truppen war in der Zwischenzeit von den nördlichen Stämmen genutzt worden, um in Britannien einzufallen. Die langwierigen Strafexpeditionen der zurückkehrenden Legionen hatten nur geringen Erfolg, sodass Kaiser Septimius Severus 208 selbst nach Britannien kam, um Kaledonien (Schottland) endgültig zu unterwerfen. Die Legio II Augusta und Legio VI Victrix wurden in das große Legionslager Carpow an den Tay verlegt. Wohl unter Caracalla (211–217), an dessen Germanienfeldzug im Jahr 213 n. Chr. zumindest eine Vexillation der Legio II beteiligt war, möglicherweise auch erst unter Elagabal (218–222) erhielt die Legion den Ehrentitel Antonina. Kaiser Severus Alexander (222–235) gab die Expansionspolitik endgültig auf und die Legion wurde wieder nach Caerleon zurückverlegt, wo sie bis mindestens 255 n. Chr. blieb. Um 260 n. Chr. war eine Vexillation der Legio II Augusta an einem Feldzug des Gallienus in Pannonia beteiligt.
Eine Münze, um 290 n. Chr. geprägt, zeigt neben einem Porträt des Carausius am Revers die Inschrift LEG II AVG mit einem Steinbock. Dies ist der letzte fassbare schriftliche Beleg für diese Legion. Die im frühen 5. Jahrhundert n. Chr. bezeugte Legio II Brittannica wurde möglicherweise während des Bestehens des britannischen Sonderreiches (287–296) aus dem mobilen Teil der II Augusta herausgezogen.

### Spätantike
Laut Notitia dignitatum wurde die Legion im frühen 5. Jahrhundert n. Chr. von einem Präfekten kommandiert, der wiederum unter dem Oberbefehl des Comes litoris Saxonici per Britanniam stand.
Die II. Augusta lag nun im Kastell Rutupiae in der Nähe des heutigen Richborough im County of Kent; es könnte die gleiche Einheit sein, die als Secundani iuniores beim Comes Britanniarum und als Secundani Britones/Britannica beim Magister Peditum/Equitum verzeichnet sind. Archäologische Ausgrabungen zeigen, dass das spätantike Kastell bei Richborough, in der Notitia „Rutupis“ genannt, bloß ein Zehntel der Größe des Legionslagers von Isca Silurum erreicht; die Legion war also wesentlich kleiner als in der frühen Kaiserzeit, da nach den Armeereformen von Gallienus und Diokletian die besten Soldaten den Comitatenses zugeteilt wurden. Die Anzahl der Münzen, die man bei Richborough (alle datierbar auf die Jahre um 400 n. Chr.) gefunden hat, ist erheblich größer als bei jedem anderen britischen Ausgrabungsort, was für die Angaben in der Notitia spricht. Es ist möglich, dass die Legion 407 n. Chr. mit dem Usurpator Konstantin III, nach Gallien zog, um dessen Thronansprüche auf dem Kontinent durchzusetzen. Danach verlieren sich ihre Spuren.